# Beruwala
Beruwala (Sinhala: බේරුවල; Tamil: பேருவளை), auch Beruwela, ist eine Stadt an der Südwestküste von Sri Lanka.

## Geografie
Beruwala liegt in der West-Provinz Sri Lankas im Distrikt Kalutara. Sie hat 164.969 Einwohner gemäß der Volkszählung des Jahres 2012 und liegt südlich der Hauptstadt Colombo am Beginn eines ca. 130 km langen Sandstrandes. Dieser ist seit einigen Jahren die Hauptattraktion für eine beginnende Entwicklung des Tourismus. Südlich schließen sich die Tourismuszentren Aluthgama und Bentota an. Die Stadt liegt an der Eisenbahnstrecke, die von Colombo nach Galle führt.

## Geschichte
Der Name Beruwala wird von einem singhalesischen Wort abgeleitet, welches einen Platz bezeichnet an dem die Segel herabgelassen werden. In Beruwala ließen sich der Überlieferung im 8. Jahrhundert n. Chr. zufolge die ersten arabischen Händler nieder, deren Nachfahren, die Moors Sri Lankas, heute noch ein bedeutender Wirtschaftsfaktor in der Stadt sind. Viele der Moors arbeiten heute (2013) im Edelsteinhandel. Sie leben im Stadtteil mit dem Namen China Fort.
Im Dezember 2004 wurde die Stadt vom Tsunami des zweiten Weihnachtstages betroffen, der große Schäden innerhalb der Stadt, an Schulen und anderen öffentlichen Einrichtungen und großes menschliches Leid mit sich brachte. Der Kreistag des hessischen Main-Kinzig-Kreises beschloss im Juni 2012, die Beziehungen mit Beruwala zu vertiefen und eine Partnerschaft einzugehen. Die Idee zu dieser Partnerschaft wurde geboren, weil viele Hilfsaktionen aus dem Kreis nach dem Tsunami der Stadt und der Bevölkerung zugutekamen und deshalb weiter gute persönliche Beziehungen bestehen. Nach Ablauf von 10 Jahren konnte 2014 der Initiator der Hilfsaktionen, der frühere Landrat des Kreises Karl Eyerkaufer über den Fortschritt und die Zukunft der Hilfen berichten.

## Klima
|                        | Jan  | Feb  | Mär  | Apr  | Mai  | Jun  | Jul  | Aug  | Sep  | Okt  | Nov  | Dez  |   |      |
| Mittl. Temperatur (°C) | 27,2 | 27,7 | 28,2 | 28,5 | 28,8 | 28,3 | 27,9 | 28,1 | 27,9 | 27,4 | 27,1 | 27,0 | ⌀ | 27,8 |
| Mittl. Tagesmax. (°C)  | 31,9 | 32,6 | 32,5 | 32,2 | 31,5 | 30,5 | 30,1 | 30,4 | 30,6 | 30,3 | 30,6 | 31,1 | ⌀ | 31,2 |
| Mittl. Tagesmin. (°C)  | 22,4 | 22,8 | 23,9 | 24,8 | 26,0 | 26,0 | 25,7 | 25,8 | 25,2 | 24,4 | 23,6 | 22,9 | ⌀ | 24,5 |
|                        |      |      |      |      |      |      |      |      |      |      |      |      |   |      |
| Niederschlag (mm)      | 99   | 95   | 156  | 316  | 436  | 257  | 200  | 186  | 313  | 434  | 359  | 217  | Σ | 3068 |

| 22,4 |

| 22,8 |

| 23,9 |

| 24,8 |

| 26,0 |

| 26,0 |

| 25,7 |

| 25,8 |

| 25,2 |

| 24,4 |

| 23,6 |

| 22,9 |

| 22,4 |

| 22,8 |

| 23,9 |

| 24,8 |

| 26,0 |

| 26,0 |

| 25,7 |

| 25,8 |

| 25,2 |

| 24,4 |

| 23,6 |

| 22,9 |

## Bauwerke
In Beruwala steht die älteste Moschee Sri Lankas, die Masjid-ul-Abrar, auf einem Felsvorsprung oberhalb der Stadt. Am Punkt, wo die erste Landung arabischer Händler stattgefunden haben soll, steht die Kechimalai-Moschee. Die erste Mädchenschule Sri Lankas (Al-Fasiyatul Nasriya Muslim Balika Maha Vidyalaya Maradana), eine muslimische Einrichtung, wurde ebenfalls in Beruwala eingerichtet. Sie war nach dem Tsunami ebenfalls beschädigt worden.
Auf der vorgelagerten Insel Barberyn steht ein 34 m hoher Leuchtturm.

## Persönlichkeiten
- M. A. Bakeer Markar (1917–1997), Politiker